# Monument aux morts de Génos
Le monument aux morts de Génos (Hautes-Pyrénées, France) est consacré aux soldats de la commune morts lors des conflits du XXe siècle.

## Situation
Le Monument est situé au bord de la route départementale D 25, route de la vallée du Louron, derrière la mairie du village.

## Description
Le monument, se compose d'un piédestal, sur lequel se dresse la statue du Poilu au repos en fonte ciselée bronze patiné, œuvre du sculpteur Étienne Camus et réalisé par les Établissements Jacomet de Villedieu (Vaucluse).
Il se tient debout, les mains sur le canon de son fusil, dont la crosse repose à terre, orientée parallèlement à ses pieds. Il vêtu de son uniforme : casque, manteau, pantalon et bandes molletières. Il porte une décoration à son revers. Son visage est muni d'une moustache ; il regarde droit devant lui. Son pied gauche est légèrement avancé. Sa main gauche repose sur sa main droite.
9 noms de soldats sont gravés sur une plaque fixée sur la face antérieure du piédestal : tous sont morts pendant la guerre 14-18.

## Galerie

Sélection de vues du monument aux morts municipal.
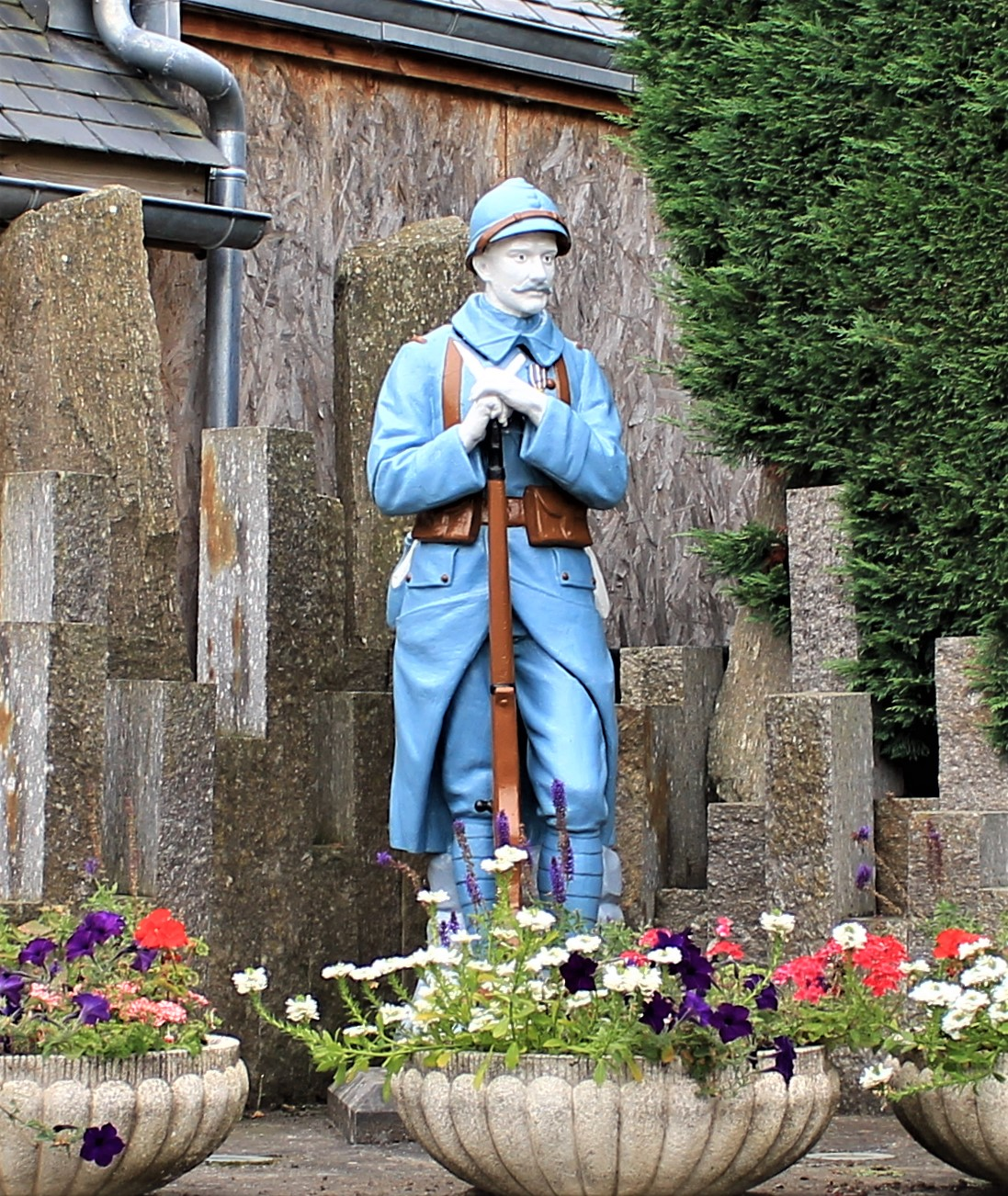
Le poilu.
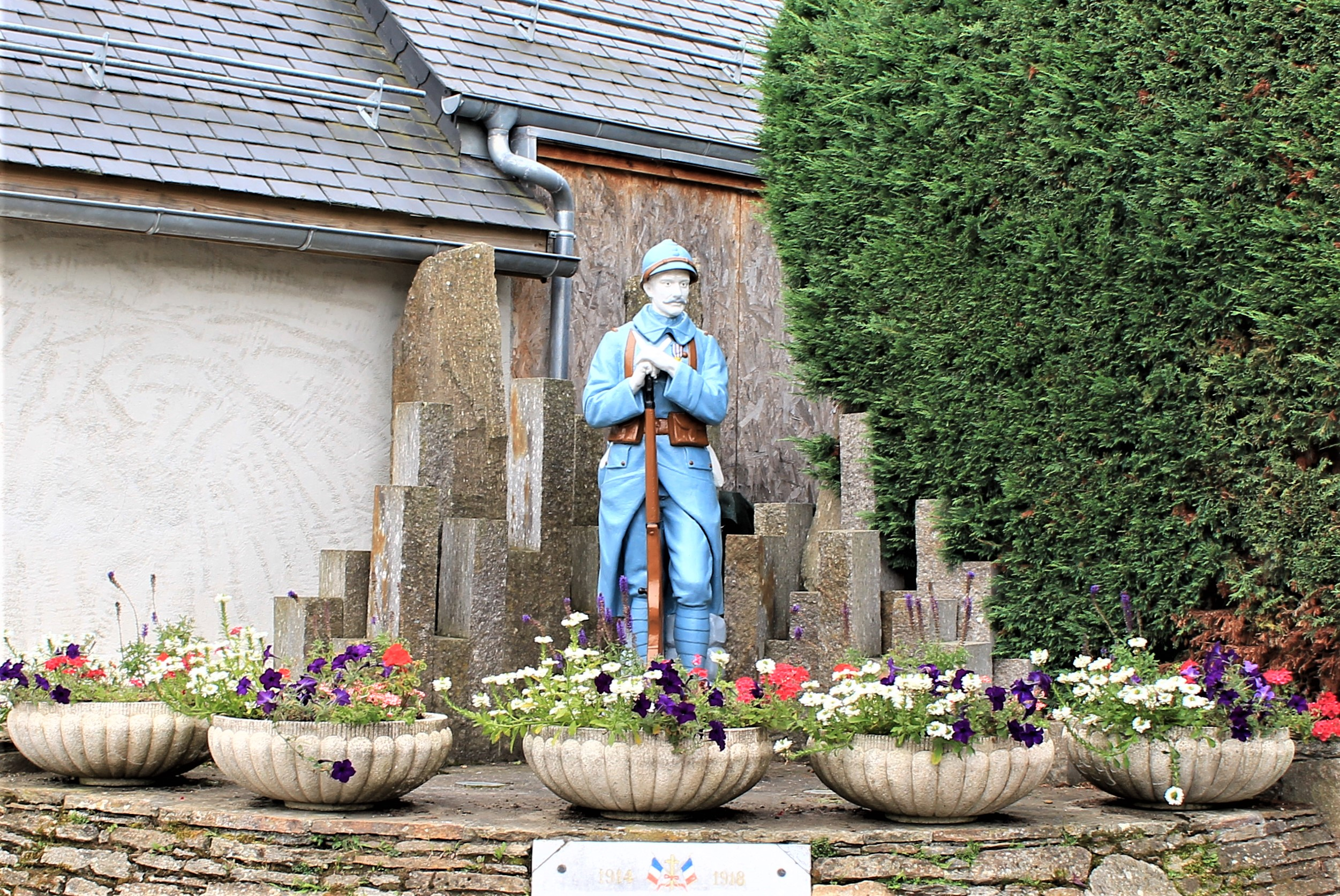